# HD 206546
HD 206546，又名BD-20 6270，SAO 164601、HR 8293，是一颗恒星，视星等为6.22，位于銀經32.41，銀緯-46.41，其B1900.0坐标为赤經21h 37m 37.9s，赤緯-20° -46.41′ 39″。